# Arkadiusz Wojciech Klimowicz
Arkadiusz Wojciech Klimowicz (ur. 1 kwietnia 1965 w Darłowie) – polski samorządowiec, działacz społeczny i polityk, od 10 listopada 2002 roku Burmistrz Darłowa.

## Życiorys

### Wykształcenie i działalność zawodowa[1]
Absolwent Liceum Ogólnokształcącego im. Stefana Żeromskiego w Darłowie. Ukończył w 1992 roku studia na wydziale lekarskim Akademii Medycznej we Wrocławiu. Pracował jako lekarz m.in. w ZOZ Darłowo, pogotowiu ratunkowym i kilka lat w Szpitalu Wojewódzkim w Koszalinie.

### Działalność polityczna[1]
26 stycznia 1989 roku został zarejestrowany pod nr. 57784 przez Wydział III Wojewódzkiego Urzędu Spraw Wewnętrznych we Wrocławiu jako rozpracowywany w ramach Sprawy Operacyjnego Rozpracowania o kryptonimie Aktyw w związku z prowadzeniem nielegalnej propagandy politycznej w środowisku studentów.
W latach dziewięćdziesiątych XX w. należał do UPR i SKL. W 1994 roku został radnym Rady Miejskiej w Darłowie. Pod koniec kadencji przez półtora roku zasiadał w Zarządzie Miasta. W latach 1998–2002 był radnym powiatowym. Od 2001 roku jest członkiem Platformy Obywatelskiej RP. W wyborach samorządowych w  2002 roku, w pierwszej turze, pokonał dziewięciu kontrkandydatów uzyskując 47,13% poparcia (Andrzej Pancewicz - 14,74%, Ewa Maria Kucharska - 12,88%, Genowefa Klingiert - 5,29%, Elżbieta Jończyk - 5,01%, Andrzej Lewandowski - 4,04%, Zygmunt Arłukowicz - 3,64%, Ryszard Pielaszkiewicz - 3,53%, Ryszard Zachariasz Mroziński - 2,35% i Zbigniew Łazarewicz - 1,41%). W drugiej turze uzyskał 78,05% poparcia, a kontrkandydat Andrzej Pancewicz - 21,95%. W kolejnych wyborach samorządowych, które odbyły się w 2006 roku został wybrany burmistrzem miasta w pierwszej turze uzyskując 63,77% poparcia (Ewa Maria Kucharska - 17,90%, Wojciech Michalski - 9,76% i Eugeniusz Berliński - 8,57%). We wrześniu 2010 został wybrany do Rady Krajowej Platformy Obywatelskiej RP. Następne wybory samorządowe, które miały miejsce w 2010 roku zakończyły się kolejnym zwycięstwem Arkadiusza Klimowicza z 67,91% poparciem (Marian Piotr Laskowski - 25,13% i Bogdan Pasławski - 6,97%). W 2014 roku stanął w szranki o stanowisko Burmistrza Darłowa z Andrzejem Jerzym Zgudem uzyskując 64,64% poparcia. Ostatnie wybory samorządowe w 2018 roku również zakończyły się jego zwycięstwem, w których otrzymał 77,60% poparcia, a jedyny kontrkandydat Piotr Adam Masłowski - 22,40%.

### Życie prywatne[1]
Syn Jana i Jadwigi. Ma młodszego o pięć lat brata Macieja, który mieszka z rodziną we Wrocławiu. 28 czerwca 2003 roku zawarł związek małżeński z Joanną Lichacy. Z tego związku przyszli na świat dwaj synowie: Aleksander i Maksymilian. 

## Nagrody i wyróżnienia
- 2015 - Odznaka Honorowa za Zasługi dla Samorządu Terytorialnego[11]